# Ranquil
Ranquil är en kommun i Chile.   Den ligger i provinsen Itata och regionen Ñuble, i den södra delen av landet, 400 km sydväst om huvudstaden Santiago de Chile.
I omgivningarna runt Ranquil växer i huvudsak städsegrön lövskog. Runt Ranquil är det glesbefolkat, med 8 invånare per kvadratkilometer.